# Cobos de Cerrato
Cobos de Cerrato é um município da Espanha na província de Palência, comunidade autónoma de Castela e Leão, de área 46,51 km² com população de 198 habitantes (2004) e densidade populacional de 4,72 hab/km².

## Demografia
| Variação demográfica do município entre 1991 e 2004 | Variação demográfica do município entre 1991 e 2004 | Variação demográfica do município entre 1991 e 2004 | Variação demográfica do município entre 1991 e 2004 |
| --------------------------------------------------- | --------------------------------------------------- | --------------------------------------------------- | --------------------------------------------------- |
| 1991                                                | 1996                                                | 2001                                                | 2004                                                |
| 263                                                 | 269                                                 | 233                                                 | 220                                                 |